# Nena boba
"Nena boba" es una canción compuesta por el músico argentino Luis Alberto Spinetta e interpretada por la banda Pescado Rabioso, que integra el álbum doble Pescado 2 de 1973, segundo álbum de la banda, ubicado en la posición n.º 19 de la lista de los 100 mejores discos del rock argentino por la revista Rolling Stone.
Para grabar este tema, Pescado Rabioso formó con la formación clásica: Luis Alberto Spinetta guitarra eléctrica; David Lebón en el bajo; Carlos Cutaia en órgano Hammond. Black Amaya estuvo a cargo de la batería.

## La canción
"Nena boba" es el séptimo track (Disco 1, Lado B, track 7) del álbum doble Pescado 2, primero del lado B, del disco 1.
En el cuadernillo del álbum correspondiente a "Nena boba" figura una frase atribuida al Marqués de Sade, que dice: "es increíble lo reprimidas que están las mujeres en la calle" y se describe la razón tema del siguiente modo:

Rock podrido. Ahijuna. La letra es clarita clarita. Fue grabado así nomás, cantado así nomás y nada más, porque este tema es así. No nos vamos a detener tanto creando cosas acerca de los oligofrénicos. (Llámese alienados sociales, prejuiciosos, paquetes, moralistas, nena boba) En casos así recomendamos sesiones de sicodanza o sicodrama, desde luego con gente que no esté en mal estado
Cuadernillo del álbum

El tema está inspirado en Liliana Lagardé -según lo ha contado públicamente Charly García-, que en esos días había formado pareja con David Lebón, provocando que Spinetta, que compartía el departamento de aquel, tuviera que mudarse a la casa de sus padres. Este conflicto fue una de las causas de alejamiento de Lebón de Pescado Rabioso y finalmente de disolución de la banda, ese mismo año.
Charly García, que fue testigo presencial de la situación, contó los hechos del siguiente modo:

Yo acompañé a Liliana a registrar el tema -que tenía otro título- y no le permitieron porque ya estaba registrado. Así que dijo "¿qué le pongo?. Y dijimos de ponerle un titulo totalmente delirante, y quedó ese. Liliana era la "nena boba" ¿Cómo? Liliana Lagardé era la "nena boba" de la cancion de Pescado Rabioso. Siempre alguna mina pudre los grupos. Y la Nena Boba, pudrió a Pescado Rabioso. En ese grupo estaba un Gurú, una nena boba y Luis... tres mundos completamente diferentes e incompatibles...